# Osnovna šola Sveti Jurij
Osnovna šola Sveti Jurij je osrednja izobraževalna ustanova v Občini Rogašovci. Obsega osnovno šolo, ki izvaja program devetletke in vrtec. Ustanovitelj Osnovne šole Sveti Jurij je Občina Rogašovci.
Naslov: Osnovna šola Sveti Jurij, Sveti Jurij 13, 9262 Rogašovci

Ravnatelj: Aleksander Mencigar, mag. manag., prof..  

### Šolski okoliš
Šolski okoliš Osnovne šole Sveti Jurij je določen z odlokom občine Rogašovci in zajema naslednja naselja:
- Matična šola: Fikšinci, Kramarovci, Nuskova, Ocinje, Pertoča, Rogašovci, Ropoča, Serdica, Sotina, Sveti Jurij in Večeslavci;
- Podružnična šola Pertoča: Fikšinci, Pertoča, Ropoča in Večeslavci.

Šolski okoliš matične in podružnične šole je hkrati vzgojno-varstveni okoliš enot vrtca Rogašovci, enote vrtca pri matični šoli Sveti Jurij in enote vrtca pri podružnični osnovni šoli Pertoča.

### Sestava Osnovne šole Sveti Jurij
- Osnovna šola Sveti Jurij,
- Podružnična osnovna šola Pertoča,
- Vzgojno varstvena enota vrtec Rogašovci,
- Vzgojno varstvena enota pri matični šoli Sveti Jurij,
- Vzgojno varstvena enota pri Podružnični osnovni šoli Pertoča.